# You Make Me Feel Loved
You Make Me Feel Loved è un singolo del cantante italiano Zucchero Fornaciari, pubblicato nel 1999 dalla Polydor come terzo estratto dall'album Bluesugar.

## Descrizione
Il brano, goliardico nel testo e vicino al rock elettronico nella musica, richiama alcune immagini di vita del cantante legate alle sue origini di un'infanzia vissuta in Emilia-Romagna. Tuttavia, come raccontato nel libro autobiografico Il suono della domenica - Il romanzo della mia vita,  la dedica è per la sua seconda moglie Francesca Mozer, all'epoca compagna dopo la separazione del cantante.
La canzone fu scelta come sigla d'apertura del Festivalbar 1999.

## Tracce
Testo di Zucchero e musica di Zucchero, L. Rosi, M. Marcolini, eccetto dove diversamente indicato.

### CD singolo
- COD: Polydor 5002 550

1. You Make Me Feel Loved – 3:58

- COD: Polydor 561 170-2

1. You Make Me Feel Loved (Metro Remix Radio Edit) – 3:58
2. You Make Me Feel Loved (Rat Remix Radio Edit) – 3:30

### CD Maxi
- COD: Polydor 561 171-2

1. You Make Me Feel Loved (Metro Remix Extended Version) – 6:42
2. You Make Me Feel Loved (Rat Remix Extended Version) – 4:55
3. Blu – 4:29 (testo: Zucchero, Pasquale Panella)
4. Blue (feat. Sheryl Crow) – 6:19 (testo: Zucchero, Bono)

- COD: Polydor 561 246-2

1. You Make Me Feel Loved (Metro Remix Radio Edit) – 3:57
2. You Make Me Feel Loved (Metro Remix Extended Version) – 6:42
3. You Make Me Feel Loved – 3:58
4. Blue (feat. Sheryl Crow) – 6:19 (testo: Zucchero, Bono)

- COD: Polydor 9201

1. You Make Me Feel Loved (English Extended) – 6:42 (testo: P. Buchanan)
2. You Make Me Feel Loved (English Radio Edit) – 3:57 (testo: P. Buchanan)
3. You Make Me Feel Loved (Italian Extended) – 6:42
4. You Make Me Feel Loved (Italian Radio Edit) – 3:57

### Vinile
- COD: Polydor 5611711

Lato A
1. You Make Me Feel Loved (Metro Remix Extended Version) – 6:42
2. You Make Me Feel Loved (Metro Remix Radio Edit) – 3:56

Lato B
1. You Make Me Feel Loved (Rat Remix Extended Version) – 4:55
2. You Make Me Feel Loved (Happy Rat Remix Extended Version) – 4:08